# Ectropothecium subhaplocladum
Ectropothecium subhaplocladum är en bladmossart som beskrevs av Brotherus 1928. Ectropothecium subhaplocladum ingår i släktet Ectropothecium och familjen Hypnaceae. Inga underarter finns listade i Catalogue of Life.